# NGC 3172
NGC 3172 é uma galáxia espiral (S?) localizada na direcção da constelação de Ursa Minor. Possui uma declinação de +89° 05' 37" e uma ascensão recta de 11 horas, 47 minutos e 14,5 segundos.
A galáxia NGC 3172 foi descoberta em 4 de Outubro de 1831 por John Herschel.